# Antonio Menegazzo
Antonio Menegazzo MCCJ (* 13. September 1931 in Cittadella; † 20. März 2019 ebenda) war Apostolischer Administrator von El Obeid.

## Leben
Antonio Menegazzo trat der Ordensgemeinschaft der Comboni-Missionare bei und empfing am 15. Juni 1956 die Priesterweihe. Papst Johannes Paul II. ernannte ihn am 15. Dezember 1995 zum Apostolischen Administrator von El Obeid und Titularbischof von Mesarfelta. 
Der Apostolische Pro-Nuntius im Sudan und Apostolische Delegat in Somalia, Erwin Josef Ender, spendete ihm am 3. März des nächsten Jahres die Bischofsweihe; Mitkonsekratoren waren Gabriel Zubeir Wako, Erzbischof von Khartum, und Vincent Mojwok Nyiker, Bischof von Malakal. 
Am 15. August 2010 nahm Papst Benedikt XVI. sein aus Altersgründen vorgebrachtes Rücktrittsgesuch an.